# Pontella elegans
Pontella elegans is een eenoogkreeftjessoort uit de familie van de Pontellidae. De wetenschappelijke naam van de soort is voor het eerst geldig gepubliceerd in 1892 door Claus.